# Ascenso de Fútbol Femenino Profesional de Ecuador 2023
El «Ascenso Nacional Femenino 2023»  llamado oficialmente «Ascenso Nacional Femenino Ecuabet 2023» por motivos de patrocinio fue la tercera edición del Ascenso de Fútbol Femenino Profesional de Ecuador, este torneo es organizado por CONFA, la Comisión Nacional de Fútbol Aficionado, en conjunto con la Federación Ecuatoriana de Fútbol con el objetivo de buscar los 2 equipos ascendidos a la Súperliga Femenina 2024.

## Sistema de Campeonato
El formato para el torneo del Ascenso Nacional Femenino 2023 fue ratificado por parte del Comité Ejecutivo Ampliado de la FEF, tradicional formato de eliminación directa estilo play-off ida y vuelta de 16 equipos de los cuales clasificaron mediante la siguiente manera:
| N.° | Torneo       | Clubes | Cupos |
| --- | ------------ | ------ | ----- |
| 1   | Liga Amateur | 22     | 5     |
| 2   | Pichincha    | 8      | 5     |
| 3   | Azuay        | 6      | 4     |
| 4   | Guayas       | 4      | 2     |

## Equipos clasificados
| Torneo               | Equipo | Vía de clasificación |
| -------------------- | --- | --- |
| Liga Amateur 5 cupos | Club Deportivo Oriental Orense Sporting Club Toreros Fútbol Club Club Deportivo Santo Domingo Club Atlético San Miguel | Campeón de la Liga de Fútbol Amateur Femenina 2023 Subcampeón de la Liga de Fútbol Amateur Femenina 2023 3.º puesto de la Liga de Fútbol Amateur Femenina 2023 4.º puesto de la Liga de Fútbol Amateur Femenina 2023 5.º puesto de la Liga de Fútbol Amateur Femenina 2023                                                   |
| Azuay 4 cupos        | Club Deportivo Cuenca Cuenca City Fútbol Club Cuenca Fútbol Club Gualaceo Sporting Club                                | Campeón del Campeonato Provincial Femenino de Azuay 2023 Subcampeón del Campeonato Provincial Femenino de Azuay 2022 3.º puesto del Campeonato Provincial Femenino de Azuay 2023 4.º puesto del Campeonato Provincial Femenino de Azuay 2023                                                                                 |
| Guayas 2 cupos       | Club Sport Emelec 9 de Octubre Fútbol Club                                                                             | Campeón del Campeonato Provincial Femenino de Guayas 2023 Subcampeón del Campeonato Provincial Femenino de Guayas 2023 |
| Pichincha 5 cupos    | Quiteñas Fútbol Club Sociedad Deportiva Aucas Fútbol Club Sandino Club DP7 Sport Calderón Xportus Fútbol Club          | Campeón del Campeonato Provincial Femenino de Pichincha 2023 Subcampeón del Campeonato Provincial Femenino de Pichincha 2023 3.º puesto del Campeonato Provincial Femenino de Pichincha 2023 4.º puesto del Campeonato Provincial Femenino de Pichincha 2023 5.º puesto del Campeonato Provincial Femenino de Pichincha 2023 |

## Fase Final
El cuadro final lo disputan los 16 equipos clasificados de las Asociaciones Provinciales, se emparejaron desde la ronda de octavos de final. La conformación de las llaves se realizó por parte del Departamento de Competiciones de la FEF el 1 de noviembre de 2023.
|  | Octavos de final                   | Octavos de final                   | Octavos de final                   | Octavos de final                   |   |             | Cuartos de final                   | Cuartos de final                   | Cuartos de final                   | Cuartos de final                   |  |            | Semifinales                      | Semifinales                      | Semifinales                      | Semifinales                      |  |         | Final           | Final           |  |
|  | 10 de noviembre al 19 de noviembre | 10 de noviembre al 19 de noviembre | 10 de noviembre al 19 de noviembre | 10 de noviembre al 19 de noviembre |   |             | 22 de noviembre al 27 de noviembre | 22 de noviembre al 27 de noviembre | 22 de noviembre al 27 de noviembre | 22 de noviembre al 27 de noviembre |  |            | 1 de diciembre al 9 de diciembre | 1 de diciembre al 9 de diciembre | 1 de diciembre al 9 de diciembre | 1 de diciembre al 9 de diciembre |  |         | 16 de diciembre | 16 de diciembre |  |
|  |                                    |                                    |                                    |                                    |   |             |                                    |                                    |                                    |                                    |  |            |                                  |                                  |                                  |                                  |  |         |                 |                 |  |
|  |                                    |                                    |                                    |                                    |   |             |                                    |                                    |                                    |                                    |  |            |                                  |                                  |                                  |                                  |  |         |                 |                 |  |
|  | Emelec                             | 15                                 | 7                                  | 22                                 |   |             |                                    |                                    |                                    |                                    |  |            |                                  |                                  |                                  |                                  |  |         |                 |                 |  |
|  | Emelec                             | 15                                 | 7                                  | 22                                 |   |             |                                    |                                    |                                    |                                    |  |            |                                  |                                  |                                  |                                  |  |         |                 |                 |  |
|  | Gualaceo                           | 1                                  | 2                                  | 3                                  |   |             |                                    |                                    |                                    |                                    |  |            |                                  |                                  |                                  |                                  |  |         |                 |                 |  |
|  | Gualaceo                           | 1                                  | 2                                  | 3                                  |   | Emelec      | 0                                  | 1                                  | 1                                  |                                    |  |            |                                  |                                  |                                  |                                  |  |         |                 |                 |  |
|  |                                    |                                    |                                    |                                    |   | Emelec      | 0                                  | 1                                  | 1                                  |                                    |  |            |                                  |                                  |                                  |                                  |  |         |                 |                 |  |
|  |                                    |                                    | Toreros                            | 1                                  | 3 | 4           |                                    |                                    |                                    |                                    |  |            |                                  |                                  |                                  |                                  |  |         |                 |                 |  |
|  | Quiteñas                           | 0                                  | Toreros                            | 1                                  | 3 | 4           | 0                                  | 0                                  |                                    |                                    |  |            |                                  |                                  |                                  |                                  |  |         |                 |                 |  |
|  | Quiteñas                           | 0                                  |                                    |                                    |   |             |                                    |                                    |                                    |                                    |  |            |                                  |                                  |                                  |                                  |  |         |                 |                 |  |
|  | Toreros                            | 2                                  | 2                                  | 4                                  |   |             |                                    |                                    |                                    |                                    |  |            |                                  |                                  |                                  |                                  |  |         |                 |                 |  |
|  | Toreros                            | 2                                  | 2                                  | 4                                  |   |             |                                    |                                    |                                    |                                    |  | Toreros    | 2                                | 0                                | 2                                |                                  |  |         |                 |                 |  |
|  |                                    |                                    |                                    |                                    |   |             |                                    |                                    |                                    |                                    |  | Toreros    | 2                                | 0                                | 2                                |                                  |  |         |                 |                 |  |
|  |                                    |                                    | Dep.Santo Domingo                  | 0                                  | 1 | 1           |                                    |                                    |                                    |                                    |  |            |                                  |                                  |                                  |                                  |  |         |                 |                 |  |
|  | DP7 Sport                          | 2                                  | Dep.Santo Domingo                  | 0                                  | 1 | 1           | 2                                  | 4 (5)                              |                                    |                                    |  |            |                                  |                                  |                                  |                                  |  |         |                 |                 |  |
|  | DP7 Sport                          | 2                                  |                                    |                                    |   |             |                                    |                                    |                                    |                                    |  |            |                                  |                                  |                                  |                                  |  |         |                 |                 |  |
|  | Oriental                           | 0                                  | 4                                  | 4 (4)                              |   |             |                                    |                                    |                                    |                                    |  |            |                                  |                                  |                                  |                                  |  |         |                 |                 |  |
|  | Oriental                           | 0                                  | 4                                  | 4 (4)                              |   | DP7 Sport   | 1                                  | 0                                  | 1                                  |                                    |  |            |                                  |                                  |                                  |                                  |  |         |                 |                 |  |
|  |                                    |                                    |                                    |                                    |   | DP7 Sport   | 1                                  | 0                                  | 1                                  |                                    |  |            |                                  |                                  |                                  |                                  |  |         |                 |                 |  |
|  |                                    |                                    | Dep.Santo Domingo                  | 3                                  | 2 | 5           |                                    |                                    |                                    |                                    |  |            |                                  |                                  |                                  |                                  |  |         |                 |                 |  |
|  | Cuenca F.C.                        | 0                                  | Dep.Santo Domingo                  | 3                                  | 2 | 5           | 0                                  | 0                                  |                                    |                                    |  |            |                                  |                                  |                                  |                                  |  |         |                 |                 |  |
|  | Cuenca F.C.                        | 0                                  |                                    |                                    |   |             |                                    |                                    |                                    |                                    |  |            |                                  |                                  |                                  |                                  |  |         |                 |                 |  |
|  | Dep.Santo Domingo                  | 3                                  | 3                                  | 6                                  |   |             |                                    |                                    |                                    |                                    |  |            |                                  |                                  |                                  |                                  |  |         |                 |                 |  |
|  | Dep.Santo Domingo                  | 3                                  | 3                                  | 6                                  |   |             |                                    |                                    |                                    |                                    |  |            |                                  |                                  |                                  |                                  |  | Toreros | 4               |                 |  |
|  |                                    |                                    |                                    |                                    |   |             |                                    |                                    |                                    |                                    |  |            |                                  |                                  |                                  |                                  |  | Toreros | 4               |                 |  |
|  |                                    |                                    | Dep.Cuenca                         | 0                                  |   |             |                                    |                                    |                                    |                                    |  |            |                                  |                                  |                                  |                                  |  |         |                 |                 |  |
|  | 9 de Octubre                       | 0                                  | Dep.Cuenca                         | 0                                  | 0 | 0           |                                    |                                    |                                    |                                    |  |            |                                  |                                  |                                  |                                  |  |         |                 |                 |  |
|  | 9 de Octubre                       | 0                                  |                                    |                                    |   |             |                                    |                                    |                                    |                                    |  |            |                                  |                                  |                                  |                                  |  |         |                 |                 |  |
|  | Cuenca City                        | 3                                  | 3                                  | 6                                  |   |             |                                    |                                    |                                    |                                    |  |            |                                  |                                  |                                  |                                  |  |         |                 |                 |  |
|  | Cuenca City                        | 3                                  | 3                                  | 6                                  |   | Cuenca City | 0                                  | 1                                  | 1                                  |                                    |  |            |                                  |                                  |                                  |                                  |  |         |                 |                 |  |
|  |                                    |                                    |                                    |                                    |   | Cuenca City | 0                                  | 1                                  | 1                                  |                                    |  |            |                                  |                                  |                                  |                                  |  |         |                 |                 |  |
|  |                                    |                                    | Dep.Cuenca                         | 4                                  | 0 | 4           |                                    |                                    |                                    |                                    |  |            |                                  |                                  |                                  |                                  |  |         |                 |                 |  |
|  | Calderón Xportus                   | 1                                  | Dep.Cuenca                         | 4                                  | 0 | 4           | 2                                  | 3                                  |                                    |                                    |  |            |                                  |                                  |                                  |                                  |  |         |                 |                 |  |
|  | Calderón Xportus                   | 1                                  |                                    |                                    |   |             |                                    |                                    |                                    |                                    |  |            |                                  |                                  |                                  |                                  |  |         |                 |                 |  |
|  | Dep.Cuenca                         | 2                                  | 5                                  | 7                                  |   |             |                                    |                                    |                                    |                                    |  |            |                                  |                                  |                                  |                                  |  |         |                 |                 |  |
|  | Dep.Cuenca                         | 2                                  | 5                                  | 7                                  |   |             |                                    |                                    |                                    |                                    |  | Dep.Cuenca | 1                                | 3                                | 4                                |                                  |  |         |                 |                 |  |
|  |                                    |                                    |                                    |                                    |   |             |                                    |                                    |                                    |                                    |  | Dep.Cuenca | 1                                | 3                                | 4                                |                                  |  |         |                 |                 |  |
|  |                                    |                                    | Aucas                              | 0                                  | 1 | 1           |                                    |                                    |                                    |                                    |  |            |                                  |                                  |                                  |                                  |  |         |                 |                 |  |
|  | Aucas                              | 2                                  | Aucas                              | 0                                  | 1 | 1           | 0                                  | 2                                  |                                    |                                    |  |            |                                  |                                  |                                  |                                  |  |         |                 |                 |  |
|  | Aucas                              | 2                                  |                                    |                                    |   |             |                                    |                                    |                                    |                                    |  |            |                                  |                                  |                                  |                                  |  |         |                 |                 |  |
|  | Orense                             | 1                                  | 0                                  | 1                                  |   |             |                                    |                                    |                                    |                                    |  |            |                                  |                                  |                                  |                                  |  |         |                 |                 |  |
|  | Orense                             | 1                                  | 0                                  | 1                                  |   | Aucas       | 1                                  | 3                                  | 4                                  |                                    |  |            |                                  |                                  |                                  |                                  |  |         |                 |                 |  |
|  |                                    |                                    |                                    |                                    |   | Aucas       | 1                                  | 3                                  | 4                                  |                                    |  |            |                                  |                                  |                                  |                                  |  |         |                 |                 |  |
|  |                                    |                                    | Atlético San Miguel                | 1                                  | 1 | 2           |                                    |                                    |                                    |                                    |  |            |                                  |                                  |                                  |                                  |  |         |                 |                 |  |
|  | Atlético San Miguel                | 2                                  | Atlético San Miguel                | 1                                  | 1 | 2           | 3                                  | 5                                  |                                    |                                    |  |            |                                  |                                  |                                  |                                  |  |         |                 |                 |  |
|  | Atlético San Miguel                | 2                                  |                                    |                                    |   |             |                                    |                                    |                                    |                                    |  |            |                                  |                                  |                                  |                                  |  |         |                 |                 |  |
|  | Sandino                            | 2                                  | 0                                  | 3                                  |   |             |                                    |                                    |                                    |                                    |  |            |                                  |                                  |                                  |                                  |  |         |                 |                 |  |
|  | Sandino                            | 2                                  | 0                                  | 3                                  |   |             |                                    |                                    |                                    |                                    |  |            |                                  |                                  |                                  |                                  |  |         |                 |                 |  |
|  |                                    |                                    |                                    |                                    |   |             |                                    |                                    |                                    |                                    |  |            |                                  |                                  |                                  |                                  |  |         |                 |                 |  |

### Octavos de final
| Fechas                       | Local en la ida  | Global        | Local en la vuelta      | Ida    | Vuelta | Llave |
| ---------------------------- | ---------------- | ------------- | ----------------------- | ------ | ------ | ----- |
| 10 y 19 de noviembre de 2023 | Emelec           | 22 - 3        | Gualaceo                | 15 - 1 | 7 - 2  | O1    |
| 10 y 19 de noviembre de 2023 | Toreros          | 3 - 0         | Quiteñas                | 1 - 0  | 2 - 0  | O2    |
| 11 y 18 de noviembre de 2023 | DP7 Sport        | 4 - 4(5:4 p.) | Oriental                | 2 - 0  | 2 - 4  | O3    |
| 11 y 18 de noviembre de 2023 | Cuenca           | 0 - 6         | Deportivo Santo Domingo | 0 - 3  | 0 - 3  | O4    |
| 12 y 18 de noviembre de 2023 | Cuenca City      | 6 - 0         | 9 de Octubre            | 3 - 0  | 3 - 0  | O5    |
| 11 y 17 de noviembre de 2023 | Calderón Xportus | 3 - 7         | Deportivo Cuenca        | 1 - 2  | 2 - 5  | O6    |
| 11 y 18 de noviembre de 2023 | Aucas            | 2 - 1         | Orense                  | 2 - 1  | 0 - 0  | O7    |
| 11 y 18 de noviembre de 2023 | Sandino          | 2 - 5         | Atlético San Miguel     | 2 - 2  | 0 - 3  | O8    |

### Cuartos de final
| Fechas                       | Local en la ida | Global | Local en la vuelta      | Ida   | Vuelta | Llave |
| ---------------------------- | --------------- | ------ | ----------------------- | ----- | ------ | ----- |
| 22 y 25 de noviembre de 2023 | Emelec          | 1 - 4  | Toreros                 | 0 - 1 | 1 - 3  | C1    |
| 22 y 25 de noviembre de 2023 | DP7 Sport       | 1 - 5  | Deportivo Santo Domingo | 1 - 3 | 0 - 2  | C2    |
| 24 y 27 de noviembre de 2023 | Cuenca City     | 1 - 4  | Deportivo Cuenca        | 0 - 4 | 1 - 0  | C3    |
| 22 y 25 de noviembre de 2023 | Aucas           | 4 - 2  | Atlético San Miguel     | 1 - 1 | 3 - 1  | C4    |

### Semifinales
| Fechas                     | Local en la ida  | Global | Local en la vuelta      | Ida   | Vuelta | Llave |
| -------------------------- | ---------------- | ------ | ----------------------- | ----- | ------ | ----- |
| 1 y 8 de diciembre de 2023 | Toreros          | 2 - 1  | Deportivo Santo Domingo | 2 - 0 | 0 - 1  | S1    |
| 2 y 9 de diciembre de 2023 | Deportivo Cuenca | 3 - 1  | Aucas                   | 1 - 0 | 2 - 1  | S2    |

### Final
El partido final lo disputaran los 2 equipos clasificados de las semifinales. Se enfrentaron el 16 de diciembre de 2023 a partido único, el ganador se consagró campeón.
| Fecha           | Estadio   | Equipo 1 | Resultado | Equipo 2         |
| --------------- | --------- | -------- | --------- | ---------------- |
| 16 de diciembre | 9 de Mayo | Toreros  | 4 - 0     | Deportivo Cuenca |

#### Campeón
| Bandera de Guayaquil |
| Toreros Fútbol Club 1.er título Ascendió a la Súperliga Femenina de Ecuador 2024 También ascendió Dep.Cuenca como subcampeón. |